# طائر النوء التريندادي
طائر النوء التريندادي (الاسم العلمي: Pterodroma arminjoniana) هو نوع من فصيلة طيور بترل.